# بيل كولينز (لاعب غولف)
بيل كولينز (بالإنجليزية: Bill Collins)‏ هو لاعب غولف أمريكي، ولد في 23 سبتمبر 1928 في Meyersdale, Pennsylvania ‏ في الولايات المتحدة، وتوفي في 8 أبريل 2006.

## وصلات خارجية
- بيل كولينز على موقع رابطة لاعبي الغولف المحترفين (الإنجليزية)